# Pato-trombeteiro
O pato-trombeteiro ou pato-colhereiro (nome científico: Spatula clypeata) é uma espécie ave anseriforme pertencente à família Anatidae. Os machos são inconfundíveis, com a cabeça verde, o peito branco, os flancos avermelhados e o seu bico em forma de espátula. As fêmeas são acastanhadas, mas também se identificam facilmente graças à forma do bico.
Este pato nidifica no centro e no norte da Europa. Em Portugal ocorre sobretudo durante o Inverno, podendo então considerar-se relativamente comum.

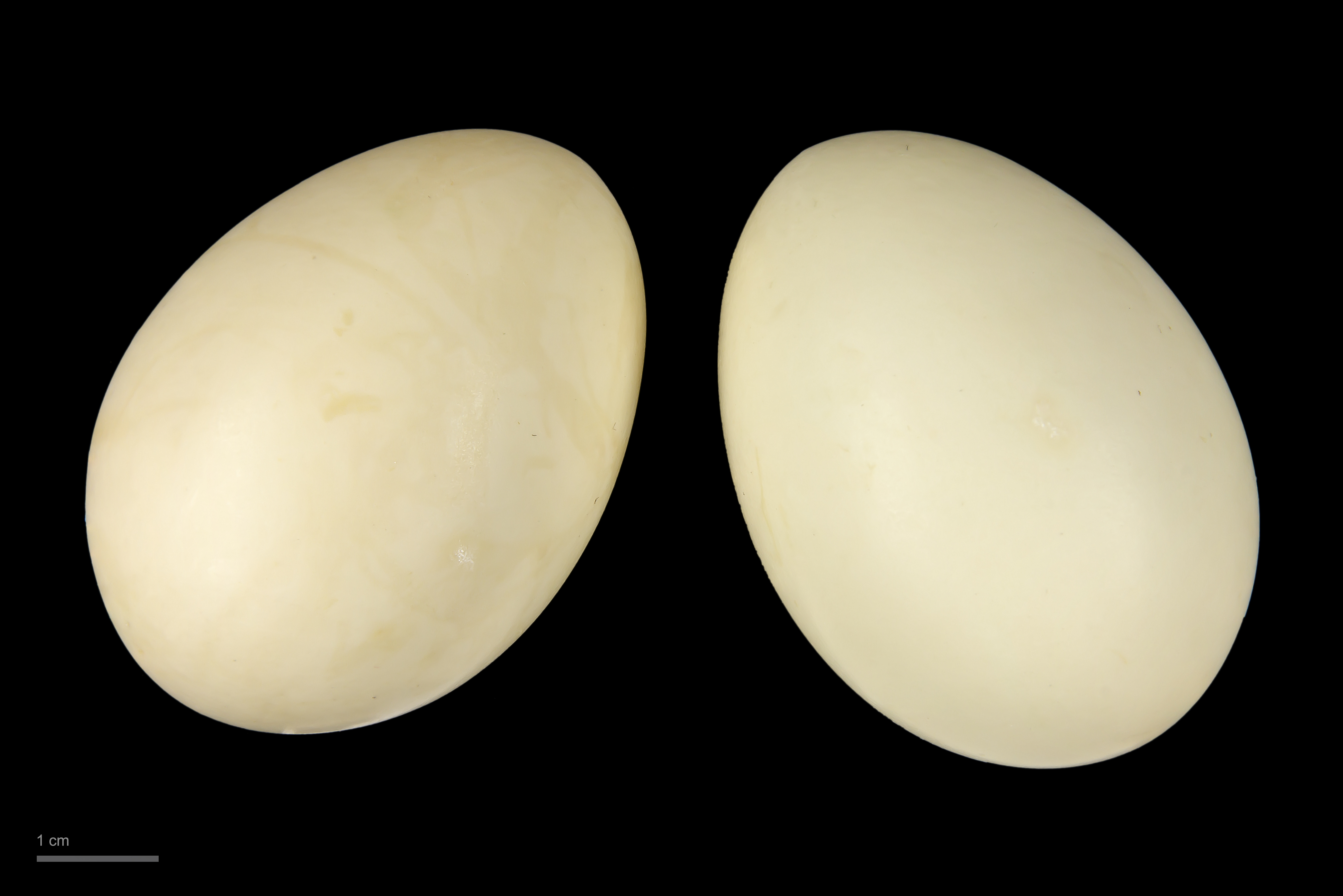
Spatula clypeata - MHNT

## Conservação
A população nidificante desta espécie encontra-se listada no Livro Vermelho dos Vertebrados de Portugal com o estatuto de em perigo.